# Burgruine Alt-Rettenberg

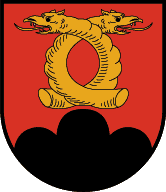
Wappen der Herren von Rottenburg im Gemeindewappen von Kolsassberg

Die Burgruine Alt-Rettenberg ist die Ruine einer Höhenburg in der Gemeinde Kolsassberg (Seapenhausweg 10) im Bezirk Innsbruck-Land von Tirol.

## Lage
Die Burg lag auf dem Seppenhausbichl, der im Osten steil ins Weerbachtal abfällt und auf den anderen Seiten von Gräben begrenzt war. Der Hügel war vermutlich teilweise künstlich aufgeschüttet worden.

## Geschichte der Burg Alt-Rettenberg
Die Burg war seit 1298 im Besitz der Herren von Rottenburg. Die Rottenburger richteten auf der Burg Rettenberg im westlichen Teil ihres Herrschaftsgebietes ein selbständiges Niedergericht ein. Das Hochgericht verblieb auf der Burg Rottenburg. 1315 wird erstmals ein Richter auf Rettenberg (iudex de Rettenberch) urkundlich genannt. Nach dem Salinenamtsbuch von ca. 1330 war ein gewisser Henricus de Watens zu Kolsassberg Richter.
Die der Hl. Jungfrau Maria geweihte Burgkapelle wurde 1302 oder 1303 geweiht. Dieser waren Güter im Gericht Rettenberg wie auch in Weer und Schwaz zinspflichtig. Noch 1492 (zur Zeit des letzten Kirchberger Grafen Philip) wurden in dem Inventar der Schlosskapelle folgende Gegenstände verzeichnet: ein rotes Messgewand, ein altes gelbes seidenes Messgewand, ein vergoldeter Kelch mit Patene, ein altes kleines Messbuch, ein Weihrauchfass, zwei Opferkännchen, zwei Messingleuchter, zwei Korporale, ein Weihbrunnkessel, einige Altarbücher und weitere Gebrauchsgegenstände.
Markgraf Ludwig von Brandenburg und seine Gemahlin Margarethe Maultasch hatten Gericht und Burg Rettenberg kurzfristig 1359 um 3024 Mark Perner guter Meraner Münz an Conrad Khumersprugger, Jägermeister im oberen Bayern, versetzt, obwohl es nicht im Besitz des Landesherrn, sondern der Rottenburger stand.
Heinrich VI. von Rottenburg hatte 1410 einen Umsturzversuch gegen den Landesherrn unternommen, er wurde gefangen gesetzt und musste sich dem Herzog Friedrich mit der leeren Tasche unterwerfen. 1411 musste er deshalb die Burgen Rottenburg und Rettenberg an ihn abtreten und Rettenberg wurde seitdem von landesfürstlichen Pflegern verwaltet. Der letzte Amtsmann der Rottenburger war der 1407 genannte Peter von Clamm. 1411 übernahm Hanns von Emps die Pflegschaft für Rettenberg.
Graf Eberhard von Kirchberg erhob jedoch Ansprüche auf die Burg, da er die Witwe Agnes, geborene Gräfin von Wertenberg, des Rottenburgers geheiratet und diese von ihrem ersten Gatten Rettenberg als Morgengabe erhalten hatte. Nach zwei Schiedssprüchen des Königs Sigismund gab Herzog Friedrich nach und übergab Rettenberg 1419 als Pfandbesitz an Graf Eberhard. Kastellan zu Rettenberg wurde 1424 Conrad Erlinger. 1492 verzichtete Graf Eberhard d. J. auf seine Rechte und die bereits vernachlässigte Burg gelangte als Pfand an Florian Waldauf von Waldenstein. Dieser ließ die Burg abbrechen und weiter nördlich davon die Burg Neu-Rettenberg errichten.

## Alt-Rettenberg heute
Von der abgekommenen Burg wurden durch eine Hangrutschung auf dem Seppenhausbichl zwischen 1970 und 1973 die Fundamente des Palas sowie Teile des Burghofes und des Zwingers ergraben. Dabei kamen Mauerreste, die bis in sieben Meter Tiefe reichen, Gebrauchsgegenstände und Ofenkacheln zum Vorschein. Im Verlauf der Jahrhunderte sind hier mindestens neun größere Umbauten vorgenommen wurden, wie man an den Fugen, Fenstervermauerungen und verschiedenen Mauerkonstruktionen ablesen kann. Die Anlage steht heute im Besitz von Josef Schweiger.